# Stade Cardinal-Malula
El Stade Cardinal-Malula, anteriormente conocido como Stade 24 Novembre y previamente como Stade Reine Astrid, es el nombre que recibe un recinto deportivo situado en la ciudad de Kinsasa, la capital de la República Democrática del Congo. Es el campo del equipo local Dragones AS.
Se inauguró en 1937 con el nombre de Astrid de Suecia, reina de Bélgica, la metrópoli colonial en aquellos años. Tras la independencia, Mobutu Sese Seko, presidente de la república de Zaire, lo rebautizó como Estadio 24 de noviembre, por haber sido ésa la fecha en la que tomó el poder en 1965. En la actualidad lleva el nombre de Joseph-Albert Malula, arzobispo de Kinsasa desde 1964 hasta su muerte, elevado a cardenal en 1969.